# Brigitte Lacombe
Brigitte Lacombe (23 de diciembre de 1950, Alès, Francia) es una fotógrafa enfocada en retratos de artistas, actores, políticos e intelectuales que fundó la revista Condé Nast Traveler. 

## Biografía
Nació en el sur de Francia, cerca de Avignon, y creció en París junto a su familia. A los 17 años abandonó la escuela e inspirada por el deseo inconcluso de su padre de convertirse en fotógrafo, decidió dedicarse a ese oficio. Ingresó como aprendiz de fotografía a la revista Elle, donde trabajó con la artista Jeannette Leroy y el director de arte Peter Knapp, siendo contratada tiempo después.

### Trayectoria como fotógrafa de cine
En 1975 acudió como fotógrafa al Festival de Cannes y conoció al actor estadounidense Dustin Hoffman, quien la invitó al rodaje de la película Todos los hombres del presidente (1976). Ese viaje a Estados Unidos, específicamente a las ciudades de Washington D. C. y Los Ángeles, fue su primera experiencia como fotógrafa de sets cinematográficos, y le permitió conocer a otros directores y actores de Hollywood como Steven Spielberg, Brian De Palma, Roman Polanski y Groucho Marx. Su siguiente rodaje fue el de la película Casanova (1976) de Federico Fellini, donde actuaba Donald Sutherland, a quien también había conocido en Cannes.
Lacombe conoció a la actriz Meryl Streep durante el rodaje de la cinta Kramer vs. Kramer (1979), donde también trabajaba Hoffman. Además de fotografiar el rodaje de la película y contribuir con el afiche de la obra, el trabajo significó el inicio de una larga colaboración con la actriz, la que se ha extendido por décadas. Otra relación profesional que la fotógrafa ha desarrollado es con el director Martin Scorsese, con quien ha trabajado en varias de sus películas, como Gangs of New York (2002), El lobo de Wall Street (2013) y El irlandés (2019).

### Trayectoria en teatro
Sus primeras fotografías en teatro fueron de Dustin Hoffman en la obra Ballet on Broadway (1978) y Susan Sarandon en A Coupla White Chicks Sitting Around Talking (1980). En 1983, fue invitada por David Mamet a Chicago para fotografiar la producción original de Glengarry Glen Ross, dirigida por Gregory Mosher en The Goodman Theater. Dos años después, cuando Mosher fue nombrado director artístico del Lincoln Center Theater en Nueva York, le pidió a Lacombe que fuese la fotógrafa oficial de la compañía teatral; estuvo siete años desempeñando ese cargo.

## Reconocimientos
En 2010, ganó el Premio Art Director’s Club Hall Of Fame, y 2 años después fue galardonada con el premio Lucie en la categoría de viajes y retratos.
Como artista, Lacombe fue sujeto del documental Brigitte, en el que compartió su proceso y filosofía de trabajo. El cortometraje fue dirigido por la cineasta escocesa Lynne Ramsay como parte de la colección Women's Tales, comisionado por la marca de moda Miu Miu, y fue estrenado en el Festival de Venecia de 2019.

## Libros
- Lacombe anima / persona (2009), Göttingen, Steidl-Dangin
- Lacombe cinema / theater (2001), Schirmer-Mosel